# 진미령
진미령(본명: 김미령, 1957년 4월 5일 ~ )은 대한민국의 방송인, 가수, 배우이다.
현재 거주지는 서울특별시이다.

## 생애
1977년 제1회 MBC 서울가요제에 '소녀와 가로등' (장덕 작사, 작곡)으로 데뷔하였다. 외할머니도 화교라고 알려졌으나 토종 한국인이라고 아버지는 광복군 출신으로 한국 전쟁에 참전했던 김동석이다. 코미디언 전유성과 1993년부터 2011년까지 사실혼 관계를 유지했다.

## 데뷔
- 1976년 앨범 "말해줘요"

## 음반
정규 음반
- 1976년 데뷔 스플릿 앨범 《잊지는 못할거야》
- 1977년 1집 《말해줘요/사랑을 느낄때》
- 1978년 2집 《지난날의 이야기/아빠의 사랑》
- 1979년 3집 《하얀 민들레/비누방울》
- 1980년 4집 《아쉬운 사랑/무지개》
- 1980년 5집 《님의 목소리/아쉬운 사랑》
- 1981년 6집 《떠나가는 배/한오백년》
- 1989년 7집 From LA To Seoul 《하나 그리고 둘/아하》
- 1991년 8집 Golden Album 《혼자가 좋아/가라지》
- 1994년 9집 《여자나이 서른/그대곁에 나만이》
- 1996년 10집 《남자의 꿈》
- 2002년 11집 《새엄마》
- 2004년 12집 《난생처음 여자가 되던 날》
- 2007년 13집 《홀로이》
- 2008년 14집 《선남선녀》

기타 음반
- 1977년 제1회 서울가요제 《소녀와 가로등》
- 1980년 진미령, 정윤선 다시 부른 옛노래 《애수의 소야곡/미워도 다시 한번》
- 1990년 장덕 추모 앨범 《님 떠난 후》

## 도서
- 1997년 《유성아 뭐 먹고 사니?》(가서원)
- 1998년 《진미령의 행복한 식탁》 (자유시대사)
- 2000년 《설거지 보다 쉬운 인터넷》(문학세계사)
- 2006년 《신나는 주식투자1》 (에스에셋)
- 2006년 《신나는 주식투자2》 (에스에셋)

## 영화
- 순애보 (2000년)
- 물랭 루즈 (1993년)
- 월남자 (1982년)

## 방송

### 라디오 프로그램
- 즐거운 오후 2시
- 싱글벙글 쇼
- 가요 열차 (이상 MBC 표준FM)

### 예능
- 1981년 KBS2 《젊음의 행진》
- 1993년~2009년 KBS2, KBS1 《가족오락관》 다수 출연
- 1993년 SBS 《알뜰살림 장만퀴즈》
- 1993년 KBS2 《밤으로 가는 쇼》
- 1993년 SBS 《주부만세》
- 1994년 SBS 《청백스튜디오》
- 1995년 GTV 《수다펀치 팡팡》
- 1996년 KBS2 《밤과 음악 사이》
- 1996년 SBS 《한밤의 TV연예》
- 1996년 동아TV 《사랑의 유람선》
- 1996년 KBS2 《전격 퍼즐쇼》
- 1996년 SBS 《이주일의 투나잇 쇼》
- 1997년 KBS1 《아침마당》
- 1997년 MBN 《산업안전! 현장체험》
- 1997년 MBC 《생방송 TV쇼핑》
- 1997년 KBS2 《서세원쇼》
- 1997년 KBS2 《탄생 연예박사》
- 1998년 GTV 《이정섭 요리쇼 '맛있는인생'》
- 1999년 KBS1 《TV쇼 진품명품》
- 2002년 MBC 《브레인 서바이버》
- 2004년 MBC 《행복주식회사》
- 2005년 KBS1 《생로병사의 비밀》
- 2005년 KBS 《체험 삶의 현장》
- 2008년 MBC 《찾아라! 맛있는 TV》
- 2009년 MBC 《무한도전》
- 2009년 MBC 《생방송 오늘 아침》
- 2009년 불교TV 《진미령의 맛있는 절밥》
- 2011년 KBS2 《여유만만》
- 2011년 QTV 《수미옥》
- 2012년 KBS1 《사랑의 리퀘스트》
- 2012년 KBS1 《무엇이든 물어보세요》
- 2013년 MBN 《엄지의 제왕》
- 2013년 채널A 《쾌도난마》
- 2013년 SBS 《좋은 아침》
- 2013년 KBS2 《퀴즈쇼 사총사》
- 2015년 KBS2 《비타민》
- 2015년 SBS 《불타는 청춘》
- 2015년 KBS1 《6시 내고향》
- 2016년 TV조선 《솔깃한 연예토크 호박씨》
- 2016년 TV조선 《살림 9단의 만물상》
- 2019년 MBN 《속풀이쇼 동치미》
- 2019년 MBC 《미스터리 음악쇼 복면가왕》 웬 다이아~ 같은 목소리! 휘트니 휴스턴! (참가자)
- 2021년 TV조선 《사랑의 콜센타》

### 교양
- 2023년 MBC 《생방송 행복드림 로또 6/45》- 1072회 게스트

### 드라마
- 1998년 SBS 일일시트콤 《순풍산부인과》 (특별 출연)
- 2018년 KNN 촌티콤 《날아라 메뚜기》
- 2021년 SBS 아침연속극 《불새 2020》 ... 서희수 역

### 광고
- 1999년 대웅전기산업 모닝컴 (전유성과 함께 출연)

## 수상 내역
- 2014년 《대한민국 대중문화예술상》 국무총리 표창
- 2019년 대한민국연예예술상 골든싱어상
- 2019년 아시아리더대상
- 2020년 예술문화스타대상
- 2020년 대한민국전통가요대상

## 같이 보기
- 혜은이